# 1000 halott háza
Az 1000 halott háza (House of 1000 Corpses) egy 2003-as amerikai horrorfilm, melynek rendezője Rob Zombie.

## Történet
Spaulding kapitány egy benzinkúton dolgozik, ami egyben gyilkos múzeum és grillcsirke faloda is. Este egy barátjával beszélget, amikor ki akarják őket rabolni de egy maszkos ember a WC-ről kijőve lecsapja őket. Négy fiatal: Jerry, Mary, Bill és Denise, akik 1977. Halloween éjszakáján éppen hazafelé tartanak kirándulásaikról, amelyek során megélt kalandokról könyvet akarnak írni, amikor kifogy a benzin a kocsiból. Megállnak tankolni és egy kék arcú bohóc (Spaulding kapitány) fogadja őket. Folyton ajánlja a grillcsirkéjét, de nem vesznek inkább ámulnak az ijesztő maszkok között. Végül beleegyeznek egy kis vasutazásba. A benzinkút belsejében van egy kis vasút, ahol a történelem gyilkosait mutatják be, de egyik sem olyan ijesztő mint a megye történetének legrosszabb gyilkosa az agysebész, Dr. Sátán. A bohóc elmeséli az agysebész történetét, ami felkelti a fiatalok érdeklődését, majd a bohóc útbaigazítást ad. Útközben felvesznek egy lányt, Baby-t, de a lány háza elé érve kilyukadnak a kerekek (valójában Otis a lány bátyja lőtte ki őket) a családnál maradnak vacsorára (a családban van még torzszülött összeégett férj őrült felesége és a bolond nagyapa. Kiderül,  hogy a család nem mindennapi hanem szadista, tömeggyilkos kannibál és ők a kezükben vannak.

## Szereplők
| Szerep                       | Színész            | Szinkronhang    |
| ---------------------------- | ------------------ | --------------- |
| Spaulding kapitány           | Sid Haig           | Pálfai Péter    |
| Otis Driftwood               | Bill Moseley       | Sztarenki Pál   |
| Baby Firefly                 | Sheri Moon Zombie  | Simonyi Réka    |
| Firefly mama                 | Karen Black        | Koffler Gizi    |
| Jerry Goldsmith              | Chris Hardwick     | Varga Rókus     |
| Denise Willis                | Erin Daniels       |                 |
| Mary Knowles                 | Jennifer Jostyn    | Berkes Boglárka |
| Bill Hudley                  | Rainn Wilson       | Janovics Sándor |
| Steve Naish seriffhelyettes  | Walton Goggins     |                 |
| George Wydell hadnagy        | Tom Towles         |                 |
| Tiny Firefly                 | Matthew McGrory    |                 |
| Rufus "R.J." Firefly, Jr.    | Robert Allen Mukes |                 |
| Hugo Firefly nagypapa        | Dennis Fimple      |                 |
| Don Willis                   | Harrison Young     | Gruber Hugó     |
| Drake Huston seriff          | William Bassett    |                 |
| Ravelli                      | Irwin Keyes        |                 |
| Stucky                       | Michael J. Pollard |                 |
| Killer Karl                  | Chad Bannon        |                 |
| Richard "Little Dick" Wick   | David Reynolds     |                 |
| Dr. Satan / S. Quentin Quale | Walter Phelan      |                 |
| Professzor / Earl Firefly    | Jake McKinnon      |                 |
| Lewis Dover                  | Irvin Mosley, Jr.  |                 |
| Gerry Ober                   | Joe Dobbs III      |                 |
| Dr. Wolfenstein              | Gregg Gibbs        |                 |
| Férj                         | Ken Johnson        |                 |
| Feleség                      | Judith Drake       |                 |